# Louka Katseli
Louka Katseli (în greacă Λούκα Κατσέλη, pronunțat [ˈluka kaˈtseli], n. 20 aprilie 1952, Atena, Regatul Greciei) este o economistă greacă și politician. A fost ministru al economiei, concurenței și transportului maritim și apoi ministru al muncii și securității sociale. Pe 23 martie 2015 a fost aleasă ca președinte al Consiliului de administrație al Băncii Naționale a Greciei, funcție pe care a fost nevoită să o părăsească în 2016 din cauza schimbării legislației.

## Biografie

### Viața timpurie și educația
Louka Katseli a absolvit de la Smith College din Northampton, Massachusetts, în anul 1972, cu o diplomă în economie. În 1972, ea a intrat la Școala Woodrow Wilson de Afaceri Publice și Internaționale de la Universitatea Princeton, Princeton, New Jersey și în 1974 a obținut diploma de master în administrație publică. Și-a continuat studiile la Universitatea Princeton obținând un masterat în economie în 1975 și un Doctorat în economie în ianuarie 1978.

### Cariera
Louka Katseli a fost director general al Centrului de Planificare și Cercetare Economică (KEPE) dinAtena, din 1982 până în 1986, și a servit drept consilier economic pentru Andreas Papandreou, Prim-Ministru al Greciei, din octombrie 1993 până în ianuarie 1996.
Din 1996 până în 1997, ea a fost consilier special al Ministrului Educației. De asemenea, a predat economia la Universitatea Yale din 1977 până în 1985.
Din 2003 până în 2007, Louka Katseli a fost directoare a Centrului de Dezvoltare în Franța pentru OCDE. Ea a fost profesoară de economie în cadrul Departamentului de Economie de la Universitatea din Atena, membră al Comitetului Executiv al E. A. D. I. din 2005 și membră al Consiliului Științific Consultativ al Institutului German pentru Cercetare Economică din Berlin, Germania.

## Viața personală
Louka Katseli este căsătorită cu Gherasim Arsenis și are doi copii, Dimitris și Amalia.